# Johann Bötticher
Johann Bötticher (auch Johannes Boetticher; * 1687 in Völschow; † 1748 in Wolgast) war ein deutscher Pädagoge und Historiker, der sich mit der Geschichte Pommerns befasste.

## Leben
Nach der Stadtschule im mecklenburgischen Friedland besuchte er die Gymnasien in Stralsund und Stettin. Ab 1711 studierte er an der Universität Greifswald, musste sein Studium aber wegen des Großen Nordischen Krieges unterbrechen. In der Folgezeit hielt er sich in Stettin, Friedland und Rostock auf.
Nachdem er als Erzieher für die Kinder des Regierungsrates von Olthoff und des Oberstleutnants von Schevenbach gearbeitet hatte, wurde er 1724 Rektor der Stadtschule von Wolgast. Bedingung für seine Einstellung war eine auf zwei Jahre veranschlagte Reise durch ganz Deutschland durchzuführen, um Spenden für die 1713 niedergebrannten Kirchen und Schulen von Wolgast zu sammeln. Dafür wurde er von der Regierung Schwedisch-Pommerns in Stralsund mit Legitimationsschreiben und Empfehlungsbriefen ausgestattet.
Die Reise dauerte vom 15. April 1724 bis zum 7. Mai 1725 und brachte mehr als 1800 Reichstaler ein. Bötticher protokollierte seine Reiseerlebnisse in zwei Folianten. Die größtenteils aus den Mitteln seiner Kollekte neu erbaute Wolgaster Stadtschule, der er bis zu seinem Tode vorstand, wurde 1727 eingeweiht.
Der vielseitig interessierte Johann Bötticher widmete sich besonders der pommerschen Geschichte. Er trug eine umfangreiche Bibliothek und Handschriftensammlung zusammen, die etwa 4100 Bände umfasste. Bötticher verfasste zahlreiche Studien, die er jedoch nicht veröffentlichte. Nach seinem Tod wurde die Sammlung im Jahr 1749 für 600 Taler auf Betreiben des Bibliothekars Johann Carl Dähnert von der Universität Greifswald aufgekauft.